# This Is My Heaven
This Is My Heaven ("Este es mi cielo") es una canción compuesta por Bill Giant, Bernie Baum y Florence Kaye grabada por Elvis Presley en 1965 para ser utilizada como parte de la banda sonora de su siguiente película Paradise, Hawaiian Style al año siguiente.  El tema describe la idealización por parte del narrador, de un lugar paradisíaco en el cual se encuentra a gusto con su correspondido interés amoroso. 

## Grabación
Presley puso su voz a la canción sobre pistas musicales que previamente habían sido grabadas por los músicos que sesionaron para la banda sonora del film, el 2 de agosto de 1965 en los estudios Radio Recorders de Hollywood, California. This Is My Heaven pertenece al grupo de temas seleccionados para dicho film con un estilo más tradicional al de la música hawaiana. En la canción pueden escucharse la incorporación de ukeleles, percusiones y una sobresaliente steel guitar. Aún a pesar de haber contado con la instrumentación característica de la música de las islas, en los créditos solo aparece el aporte de Bernal Lewis en la steel guitar que le aportan los arreglos necesarios a la canción para darle el matiz conceptual correspondiente. Por otra parte, muchos de los músicos que grabaron las diferentes tomas de la canción, eran instrumentistas que ya venían acompañando a Elvis desde los comienzos de su carrera como Scotty Moore, D. J. Fontana y The Jordanaires. 

## Letra
La canción es una metafórica conjunción entre la descripción de un lugar terrenal al que el narrador considera como su lugar ideal y el momento amoroso que vive con su pareja. Ambos elementos a la vez constituyen el cielo mismo para él. 
This is my heaven 
Being here with you 
Make it last forever

This is my heaven
It's a dream come true
Make it last forever

Come to me now
And take my hand
This is the paradise I plan

You're like an angel

## Ediciones
- Paradise, Hawaiian Style
- Frankie And Johnny / Paradise, Hawaiian Style
- Elvis Command Performances - The Essential 60's Masters II [3]
- Elvis At The Movies [4]
- Today, Tomorrow & Forever [4][5]
- Good Rockin' Tonight [2]

## Escena fílmica
En el film, Elvis canta el tema frente a una cascada, acompañado de un gran número de bailarinas de hula pertenecientes al grupo de músicos y coreógrafos del Polynesian Cultural Center de Laie, Hawaii   donde se filmó esa escena al igual que la correspondiente al tema Drums Of The Islands también para la misma película. 

## Teoría conspirativa
La idealización de las islas del archipiélago hawaiano que Elvis difundía en canciones como Blue Hawaii, Aloha Oé, This Is My Heaven, Drums Of The Islands o incluso en el tema principal de su película de 1966 Paradise, Hawaiian Style sumadas al profundo respeto y admiración que el artista sentía por la cultura polinesia, alimentaron la teoría conspirativa planteada en el libro ¿Está vivo Elvis? de que Elvis podría haber fingido su propia muerte  y haberse retirado a vivir una vida apacible en el archipiélago hawaiano. 